# ING Bank România
ING Bank România este o bancă universală cu sediul în Amsterdam, înființată în 1994 ca și sucursală a ING Bank. Banca face parte din ING Group.

## Istoric
În 1994, ING Bank a fost prima instituție financiară internațională care a deschis o sucursală în România după căderea regimului comunist. Inițial, banca s-a concentrat pe segmentul de Corporate și Investment Banking, dar ulterior și-a extins activitatea pentru a deveni o bancă universală.
În 2008, ING Bank România a înregistrat un profit brut de 106 milioane lei, în creștere cu 66% față de anul precedent.
După criza financiară din 2008, Comisia Europeană a impus grupului olandez ING să separe operațiunile bancare de cele ale de asigurări și pensii. Astfel s-a format NN Group, care a preluat aceste operațiuni. În aprilie 2014, ING Asigurări de Viață și ING Pensii și-au schimbat denumirile în NN Asigurări de Viață și NN Pensii, respectiv, pentru a reflecta apartenența la NN Group.
În 2019, baza de clienți activi din divizia de retail a ING Bank a ajuns la 1,4 milioane. La acel moment, numărul clienților care încasau venituri recurente în conturile de la ING era de 930 de mii. ING are aproximativ 15.000 de clienți IMM și mid-corporate, respectiv companii cu cifra de afaceri cuprinsă între 2 milioane de lei și 500 de milioane de lei.

## Grupul ING
Grupul ING este prezent pe piața din România ca o sucursală a ING Bank și ING Hub. ING a fost prima bancă internațională care a deschis o sucursală în România după 1989.
|   | Denumire entitate         | Domeniul de activitate al entității                                       | CUI      |
| - | ------------------------- | ------------------------------------------------------------------------- | -------- |
| 1 | ING Bank N.V. (Sucursală) | Alte activități de intermedieri monetare                                  | 6151100  |
| 2 | ING Hubs B.V. (Sucursală) | Activități de realizare a soft-ului la comanda (software orientat client) | 38183029 |

ING Fond de Pensii era cea mai mare companie de pe piața pensiilor private obligatorii (pilon II) din România. În septembrie 2009, compania avea 1,4 milioane de clienți, care corespunde unei cote de piață de 39%.  În aprilie 2010, compania deținea active de 1,2 miliarde de lei și 1,6 milioane de clienți. În mai 2010, ING Fond de Pensii și-a schimbat numele în ING Pensii Societate de Administrare a unui Fond de Pensii Administrat Privat. Ulterior, compania a devenit NN Pensii Societate de Administrare a unui Fond de Pensii Administrat Privat.
ING Asigurări de Viață avea o cotă de piață de 41,2% în anul 2006, iar în anul 2009 avea o valoare a activelor administrate de 422,4 milioane euro.Ulterior, compania a devenit NN Asigurări de Viață.
ING Lease România a intrat pe piața din România în ianuarie 2006 și oferă o gamă de produse care includ leasing imobiliar (finanțări pentru birouri, depozite, unități și puncte de lucru) leasing pentru procurarea echipamentelor (camioane, utilaje de mare tonaj, echipamente electronice, alte bunuri mobile) și leasing pentru autoturisme. Ulterior, compania a fost închisă în 2017.
ING Commercial Finance, divizia de factoring a ING, a fost înființată în noiembrie 2006.Compania oferă, pe lângă finanțare, și servicii de gestionare a portofoliului de creanțe, colectare a creanțelor precum și protecție împotriva riscului de neplată. Ulterior, compania a fost închisă în 2016.
ING Real Estate Investment Management deține în România centrul comercial Felicia Shopping Center din Iași, achiziționat în anul 2007 pentru suma de 40 milioane de euro. Ulterior firma a fost redenumită în Cbre Global Investors Romania și apoi închisă în 2017.